# Skinngruppen
Skinngruppen grundades 1975 och är ett möbelföretag och en franchisekedja med huvudkontor, centrallager och möbelhus i Göteborg. Men nu för tiden går de under namnet Store. Byggnaden i Göteborg är ett landmärke med sin stora soffgrupp på taket.
Store ägs sedan omkring 2020 av Nordiska Kompaniet och drivs under det varumärket  